# 金子一芳
金子 一芳（かねこ かずよし、1931年 - 2024年5月21日）は、日本の歯科医師。

## 生涯
東京都生まれ。1955年東京歯科大学卒業。同年東京都中央区に開業。歯科スタディグループの草分け的存在である「火曜会」を創設。以降全国にスタディーグループの設立を促し、歯科臨床家の育成に尽力。全国の歯科スタディグループの集まりである「臨床歯科を語る会」を1981年に設立。

## 金子の分類
金子は欠損歯列の分類として、歯数分類を提唱した。
- StageI　少数歯欠損 　〜23歯
- StageII　多数歯欠損　22〜18歯
- StageIII　咬合位崩壊　17〜12歯
- StageIV　少数歯残存　11〜0歯[4]

## 主な著書
- 『私の臨床ファイル1 インレー・クラウン・ブリッジ』医歯薬出版、1985年
- 『私の臨床ファイル2 パーシャルデンチャーの100症例』医歯薬出版、1987年
- 『臨床ファイル3　パーシャルデンチャーのデザイン』医歯薬出版、2000年
- 『パーシャル・デンチャー新時代』（編著）ヒョーロンパブリッシャーズ、2008年